# Weichsel-Becken

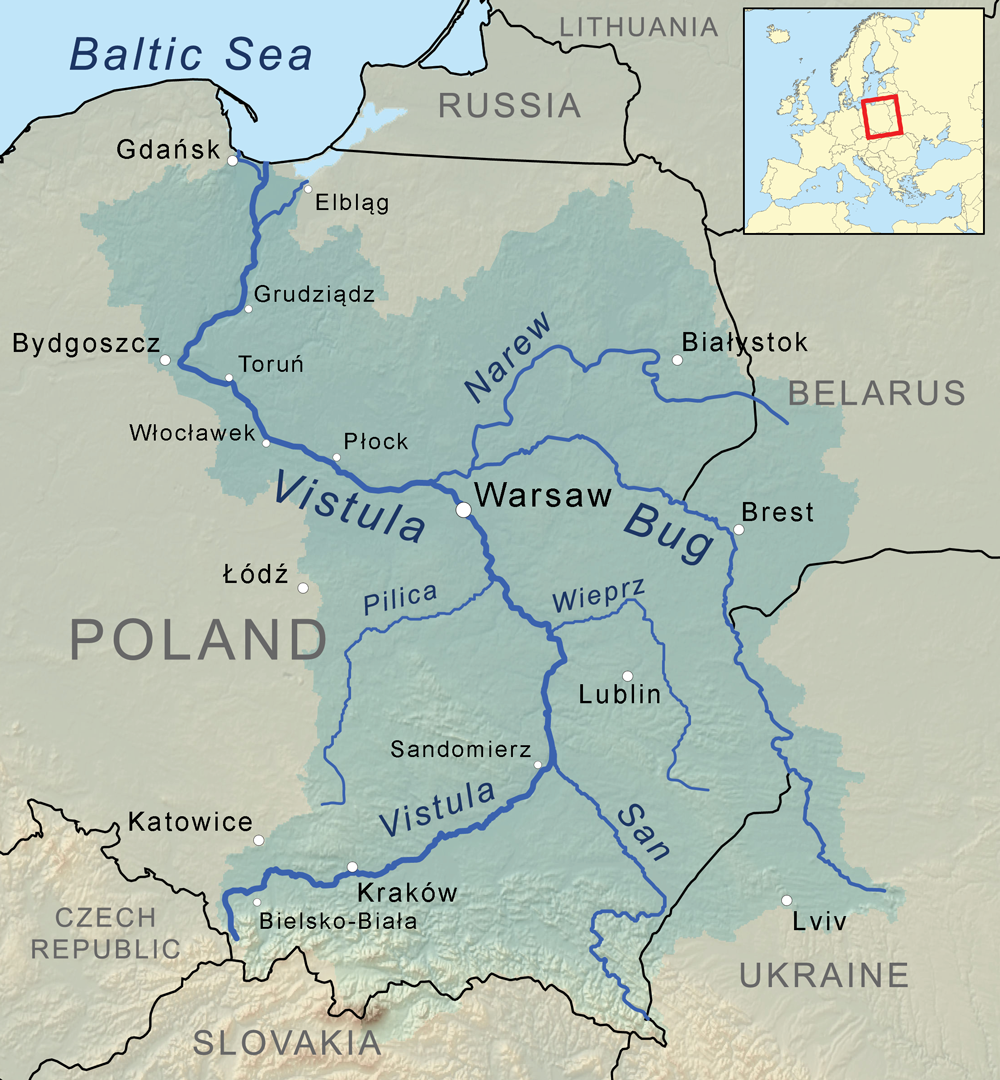
Karte des Weichsel-Beckens (blau hinterlegt)

Das Weichsel-Becken hat ein Einzugsgebiet von 194,424 km², 168,699 km² davon in Polen (89 %).
Die höchste Erhebung des Beckens ist 270 Meter über dem Meeresspiegel. Die Weichsel fließt zu 55 % in Höhen von 100 bis 200 Meter Höhe. Der höchste Punkt im Becken ist die Gerlsdorfer Spitze (slowak. Gerlachovský štít, poln. Gerlach) mit einer Höhe von 2655 Metern. Das Weichsel-Becken ist asymmetrisch. Das Einzugsgebiet der Flüsse zur rechten Hand im Verhältnis zur linken Hand beträgt 73 % zu 27 %. Das Weichsel-Becken liegt im Nordwesten des mitteleuropäischen Tieflandes, bestehend aus norddeutschem Tiefland und osteuropäischer Ebene (siehe auch: Geomorphologische Einteilung Polens).
Das Weichsel-Becken grenzt im Osten an das Dnepr-Becken, im Süden an das Donau-Becken, im Südosten an das kleine Dnestr-Becken und im Westen an das Oder-Becken. Im Norden mündet die Weichsel bei Danzig in die Ostsee (Danziger Becken), zuvor trennt sich die Nogat ab, die in das Frische Haff mündet, im Norden grenzt es an das Pregel-Becken, im Nordosten grenzt das Becken an das Memel-Becken.

## Geomorphologische Einteilung
Das Weichselbecken gehört drei geomorphologischen Gebieten an, in seiner Mitte gehört das Becken zum Nordeuropäischen Tiefland (alt auch Norddeutsches Tiefland), im Norden und Westen zum Osteuropäischen Tiefland und im Süden zu den Karpaten.

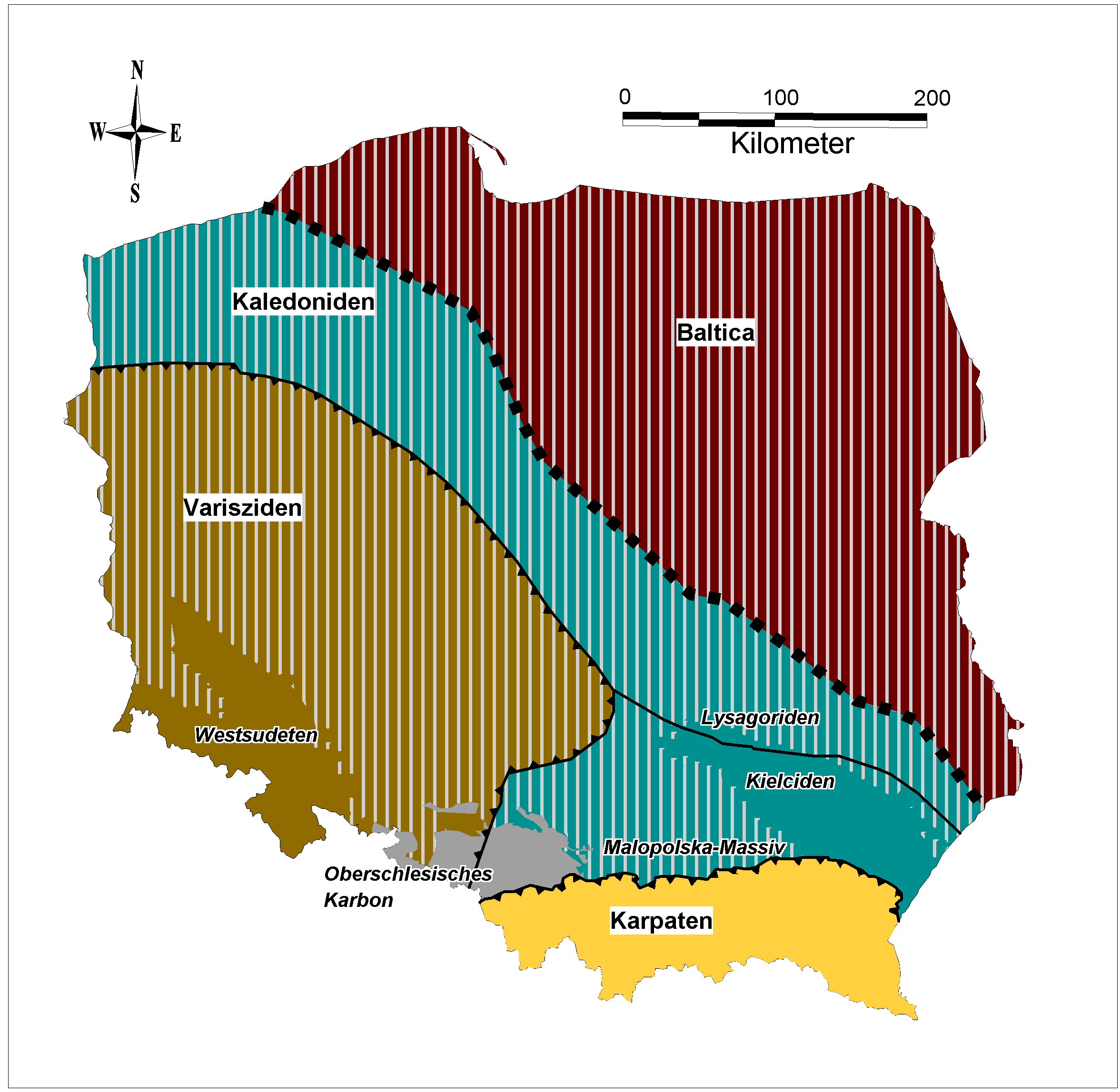
Der geomorphische Unterbau des Beckens

## Siedlungen entlang der Weichsel
Große Städte im Verlauf der Weichsel sind Krakau, Warschau und Danzig.
Es gibt jedoch zahlreiche weitere Städte entlang des Hauptflusses des Gebietes. Politisch spiegelt sich dies durch einen Verwaltungsverband wider. Mitglieder des Verbundes „Związek Miast Nadwiślańskich“ sind (von der Mündung zur Quelle) die Städte: Połaniec, Tarnobrzeg, Sandomierz, Annopol, Puławy, Kozienice, Góra Kalwaria, Karczew, Łomianki, Zakroczym, Wyszogród, Płock, Włocławek, Dobrzyń, Nieszawa, Ciechocinek, Toruń, Solec Kujawski, Chełmno, Świecie, Gniew, Tczew und Danzig.

## Hauptwasserscheide

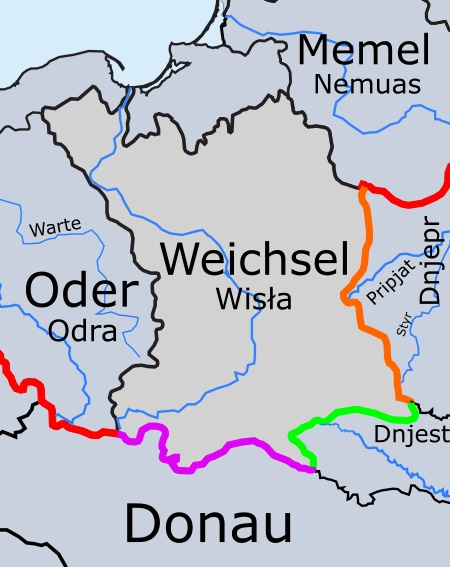
Segmente der Hauptwasserscheide:
Dnejepr-Becken (östlich)
Dnjestr-Becken (südöstlich)
Donau-Becken (südlich)

Die östliche, südöstliche und südliche Grenze des Weichsel-Beckens bilden zusammen einen Teil der europäischen Hauptwasserscheide zwischen Ostsee und Schwarzem Meer.

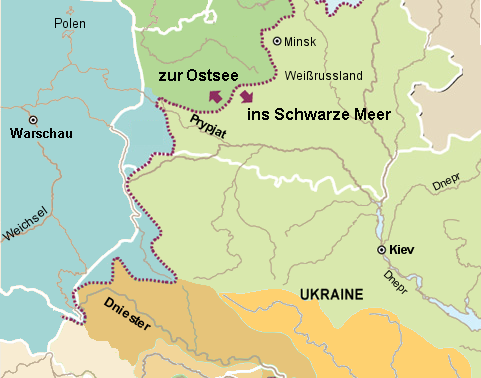
Östlicher Grenzverlauf:
Weichsel-Becken
Prypjat-Becken (Teil des Dnepr-Becken)
Süd-östlicher Grenzverlauf:
Weichsel-Becken
Dnister-Becken

Die östliche Grenze des Weichsel-Beckens grenzt an das Dnepr-Becken. Die Wasserscheide ist 350 km lang und führt durch den „Niziny Środkowopolskie“-Höhenrücken, der das Becken auf einer Höhe von 170 Metern über dem Meeresspiegel begrenzt. Auf der östlichen Seite des Höhenrückens ist eigentlich das Prypjat-Becken, welches einen Teil des Dnepr-Becken bildet und als größeres Sub-Systems des Dnepr-Beckens unabhängig vom Dnepr in Bezug auf seinen Zufluss ist.
Die südöstliche Grenze des Weichsel-Beckens grenzt an das Dnjestr-Becken. Die Grenze ist 230 km lang. – Sie beginnt im Norden, nahe der Quelle des westlichen Bug, in einer Höhe von 345 m. An ihrem südlichen Ende entspringt der Dnister in einer Höhe von etwa 900 m über dem Meeresspiegel in den ukrainischen Waldkarpaten bei dem Dorf Wowtsche in der Nähe der ukrainisch-polnischen Grenze. Auf einer Länge von etwa drei Kilometern fließen Dutzende kleiner Bäche von den südwestlichen Hängen des Tschentyjewka-Berges (ukr. Чонтийовка/Tschontyjowka) (923 m) zusammen.
Die südliche Grenze des Weichsel-Beckens grenzt an das Donau-Becken. Sie hat eine Länge von 280 Kilometern. Die Wasserscheide beginnt im Osten bei der Quelle des San. Sie liegt am Nordhang der Waldkarpaten am Uschok-Pass auf einer Höhe von 950 Metern.

## Flusssystem
Das Flusssystem wurde in Polen in verschiedene Regionen gegliedert. Die Beschreibung des Beckens erfolgt hier nach dieser Systematik.

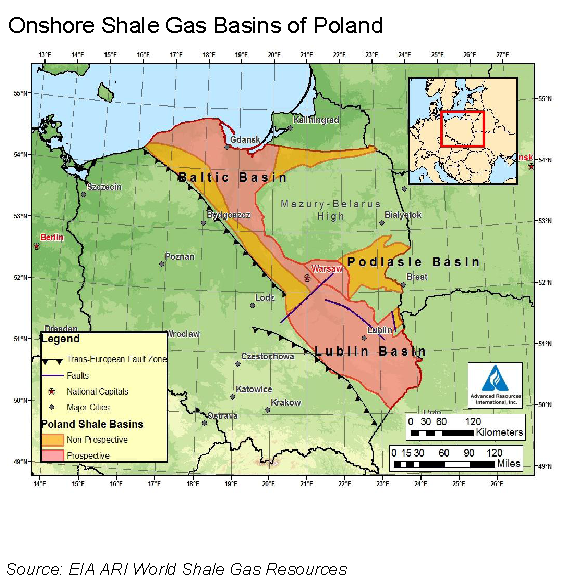
Gasvorkommen im Becken

Die Regionen haben folgende Bezeichnung: Kleine-Weichsel-Wasserregion (polnisch region wodny Małej Wisły), Obere-Weichsel-Wasserregion (polnisch region wodny Górnej Wisły), Mittlere-Weichsel-Wasserregion (polnisch region wodny Środkowej Wisły) und Untere-Weichsel-Wasserregion (polnisch region wodny Dolnej Wisły).
Außerdem gibt es für verschiedene Flüsse in Polen verschiedene politische gestaltete Wasserprogramme.
Die Weichsel transportiert im Schnitt 1,074 m³/s Wasser. Andere Unterteilungsmöglichkeiten der Weichsel richten sich nach drei charakteristische Abschnitten: „Obere Weichsel“ – von den Quellen bis zur Mündung des Flusses San, „Mittlere Weichsel“ – von der Mündung des San bis zur Mündung des Flusses Narew, und dem Abschnitt „Untere Weichsel“ – von der Mündung des Narew bis zur Mündung der Weichsel in das Meer. Der Unterlauf der Weichsel hat eine Länge von 391 km. In dem Abschnitt von der Mündung des Narew nach Silno wurde die Weichsel über lange Jahre in ihrem natürlichen Zustand belassen, während der Abschnitt ab Silno bis zur Mündung in die Ostsee seit dem 19. Jahrhundert stark reguliert wurde.

### Untere Weichsel Wasserregion
Das Flusssystem ist in seinem Mündungsbereich von vier wesentlichen Abflüssen geprägt.
Der erste Abfluss ist der Nogat mit einem Einzugsgebiet von 1330 km². Er mündet in die Danziger Bucht. Danach ist die Weichsel mit dem Mlynsik-Kanal (polnisch Kanał Młyński) verbunden.
Der zweite Abfluss ist der Szkarpawa mit einem Einzugsgebiet von 782 km².
Der dritte Abfluss ist die Teilung der Weichsel in Martwa Wisła (deutsch etwa „gestorbene Weichsel“) und Przekop Wisły (deutsch Weichseldurchstich). Die Bereiche um die Martwa Wisła sind gekennzeichnet durch den Abfluss des Motława (deutsch Mottlau) mit einem Einzugsgebiet von 1511,3 km² und dem Radunia mit einem Einzugsgebiet 837 km² bei Danzig.

### Ferse, Schwarzwasser
Zuflüsse nach dem Weichsel-Delta sind: Wierzyca (deutsch Ferse) mit einem Einzugsgebiet von 1603 km², gefolgt von den Zuflüssen: Gniew, Mątawa, Osa.
Oberhalb fließen der Wda (deutsch Schwarzwasser) mit einem Einzugsgebiet von 2345 km² bei Świecie zu, gefolgt von Struga Niewieścińska.
Ihm folgt bei Konstancin-Jeziorna der Jeziorka mit einem Einzugsgebiet von 975,3 km².

### Brda-Becken
Der Brda (deutsch Brahe) bildet mit einem Einzugsgebiet von 4.627 km² ein erstes Unterbecken und mündet bei Bydgoszcz in die Weichsel. Das Brda-Becken umfasst die Flüsse Kotomierzanka (links), Kamionka (rechts) und Bursztynica (links) mit dem Szumionka. Die Landschaft ist von zahlreichen Seen geprägt.
Weitere Zuflüsse weichselaufwärts sind der Górny Kanał und der Fluss Struga Toruńska.

### Drwęca-Becken
Der Drwęca (deutsch Drewenz) bildet mit einem Einzugsgebiet von 5.536 km² das zweite Unter-Becken der Weichsel. Das Drewenz-Becken umfasst die Flüsse Skarlanka (rechts), Brynica (links) mit Samionka, Pisa und Górzanka sowie die Flüsse Wel (links), Rypienica (links), Ruziec (links) und Grabiczek (links).
Weitere Zuflüsse weichselaufwärts sind der Tążyna, der Zgłowiączka mit einem Einzugsgebiet von 1495,6 km², der bei Włocławek in die Weichsel mündet, der Skrwa, der Skrwa Lewa bei Płock und der Mołtawa.

### Bzura-Becken
Der Bzura bildet mit einem Einzugsgebiet von 7.788 km² das dritte Unter-Becken im Gebiet. Das Bzura-Becken umfasst die Flüsse
Łasica (rechts), Utrata (rechts) mit den Zuflüssen Korytnica (rechts), Teresinka (links), Rokitnica (links), Żbikówka (rechts), Regułka (rechts) und Raszynka (rechts), gefolgt von Pisia (rechts), der sich aus Pisia Tuczna und Pisia Gągolina speist.
Gefolgt von Witonia (links), Sucha (rechts) und Rawka (rechts) mit den Zuflüssen Korabiewka (rechts), Białka (links), Chojnatka (rechts), Rylka (rechts), Krzemionka (rechts).
Gefolgt von Skierniewka (rechts), Bobrówka (rechts), Słudwia (links, mit den Zuflüssen Nida und Przysowa), Mroga (rechts), dem Kanał Stradzewski (links), dem Fluss Moszczenica (rechts), Ochnia (links, mit dem Zufluss Miłonka), Struga (rechts), dem Kanał Balkowski (rechts) und dem Kanał Sierpowski (links), dem Fluss Starówka (rechts) und Linda (rechts).
Gefolgt von Sokołówka (links, mit den Zuflüssen Wrząca (rechts), Aniołówka (links)) und dem Fluss Brzoza (links).

### Narew-Becken
Ihm folgt das wesentlich größere Narew-Becken mit einem Einzugsgebiet von 75.175 km². Es umfasst die Staaten Polen und Belarus. Es liegt jedoch wesentlich im nordöstlichen Teil Polens. Der Narew ist der fünftgrößte Fluss in Polen und ist 484 km lang, ohne den Zufluss des Bug umfasste es eine Fläche von 28.000 km². Das Einzugsgebiet des Narew in Polen beträgt 53.873 km².
Der oberste Teil des Einzugsgebietes hat eine Fläche von 7.243 km² (incl. 1.159 km², die sich in Belarus befinden). Der Narew passiert dort mit der Mündung des Biebrza die Grenze nach Polen. Der Narew ist der größte Nebenfluss der Weichsel. Die Quelle des Narew beginnt im Gebiet des Białowieża-Urwald auf einer Höhe von ca. 159 m und mündet nach 550,5 km auf einer Höhe von 67,0 m in die Weichsel.
Der nördliche Teil des Beckens wird durch eine große Anzahl von Seen geprägt.
Der Siemianowskie Stausee mit einem Volumen von 79,5 Mio. m³ und dem Zegrze-Stausee mit einem Volumen von 94,3 Mio. m³. Sie dienen heute der Naherholung, aber auch der Stromversorgung von Warschau.
Das Becken entwickelte sich in den letzten beiden Eiszeiten und war auf dem Land von Eis bedeckt. Von Norden nach Süden ist das Becken von folgenden glazialen Landschaftstypen durchzogen: moraine lake district (Moränensee-Gebieten), outwash plains (Sanderflächen), ice-marginal river valleys (stark Eiswasser tragenden Flüssen) und moraine hills (Moränenhügeln). Es überwiegen sandige Böden verschiedener Arten. Während des Holozäns wurden die Haupttäler mit mesotrophen-eutrophen Torfschichten gefüllt. Das Gebiet liegt in der gemäßigten Zone, in der marinen und kontinentalen entfernt Luftmassen aufeinanderprallen. Das Flussnetz des Beckens ist stark ausgeprägt und reich an Nebenflüssen, die ihren Ursprung meist in den nacheiszeitlichen Seen im nördlichen Teil der Gegend finden. Im Gebiet gibt es mehr als 500 Seen, die größer als 1 Hektar sind.
Ein gibt einige Bewässerungs- und Transportkanäle, die Verbindungen zwischen den Seen und dem Fluss-Netzwerk schaffen. Die Wassermengen sind typisch für Tieflandflüsse in diesem Teil Europas mit Hochwasserzeiten nach Schneeschmelze und regelmäßig geringen Strömungsperioden im Herbst und Sommer.
Landwirtschaftliche Flächen dominieren das Becken mit fast 55 % der Fläche. Im Hochland wird Ackerbau betrieben, die Täler werden als Weide- und Futterland verwendet. Das Becken wird zu 32 % forstwirtschaftlich genutzt und ist dort bewaldet, das ist etwas höher als der landesweite Durchschnitt von 28 %. Im südöstlichen Teil des Beckens gibt es eine Reihe von Erlenbruchwäldern, die durch das Grundwasser gespeist werden.
Die hydrologischen Bedingungen im Narew-Becken sind typisch für Tieflandflüsse. Häufig tritt ein Frühjahrshochwasser auf, welches Folge der Schneeschmelze ist, und im Sommer tritt Niedrigwasser auf. Niederschläge bestimmen die Flusstiefe, so dass es bei starken Sommerregen auch zu kurztägigen Hochwassern kommen kann.

#### Narew-Zuflüsse
Große Flüsse in Narew-Becken sind der Wkra (rechts) mit einem Einzugsgebiet von 5.322 km². Das Wkra-Becken umfasst die Flüsse Sona (links), Łydynia (links), Mławka (links) und Płonka (rechts), gefolgt vom Bug (links) mit seinen zahlreichen Nebenflüssen und einem Einzugsgebiet von 39.400 km², gefolgt vom Fluss Pełta (rechts).
Gefolgt von Orzyc (links), deutsch Orschütz, mit einem Einzugsgebiet von 2.077 km², mit den Zuflüssen Węgierka (rechts) und Morawka (links). Gefolgt von Sikorka (links), Orz (links), Różanica (rechts), Róż (rechts) und Siekierka (rechts).
Gefolgt von Omulew (rechts), deutsch Omulef, mit einem Einzugsgebiet von 2.053 km². Gefolgt von Czeczotka (rechts), Rozoga (rechts), Szkwa (rechts), Ruż (links) und Krzywa Noga (rechts).
Gefolgt von Pisa (rechts) mit einem Einzugsgebiet von 4.500 km². In den Pisa mündet der Skroda (links).
Gefolgt von Lepacka Struga (links), Cetna (rechts), Penza (rechts), Łomżyczka (links), Narwica (rechts), Łojewek (rechts) und Jedwabianka (rechts).
Gefolgt von Biebrza mit einem Einzugsgebiet von 7.051 km². Das Biebrza-Becken ist hauptsächlich durch die zwei Flüsse Ełk und Netta geprägt. Der Ełk (rechts) speist sich aus Jerzgnia, Małkiń, Lega, der Netta (rechts) aus Rospuda und Blizna. Dem Biebrza folgen Ślina (links), Nereśl (rechts) und Kulikówka (rechts).
Gefolgt von Supraśl mit einem Einzugsgebiet von 1.844,4 km². Gefolgt von Horodnianka (rechts) und Orlanka (links).
Gefolgt vom Narewka mit einem Einzugsgebiet von 725,16 km². Der Narewka speist sich aus zahlreichen Gewässern, dem Waliczówka (links), Jabłoniówka (links), Bobrówka (rechts), Okulanka (links), Jelonka (links), Braszcza (rechts), Hwoźna (rechts), Przedzielna (links), Orłówka (rechts), Łutownia (links), Złota (rechts), Pierierownica (links) und dem Tisovka (links).
Dem Narewka folgen Rudnik (rechts), Prosty Rów (links), Kołonna (rechts) und Pszczółka (rechts).

#### Bug-Zuflüsse

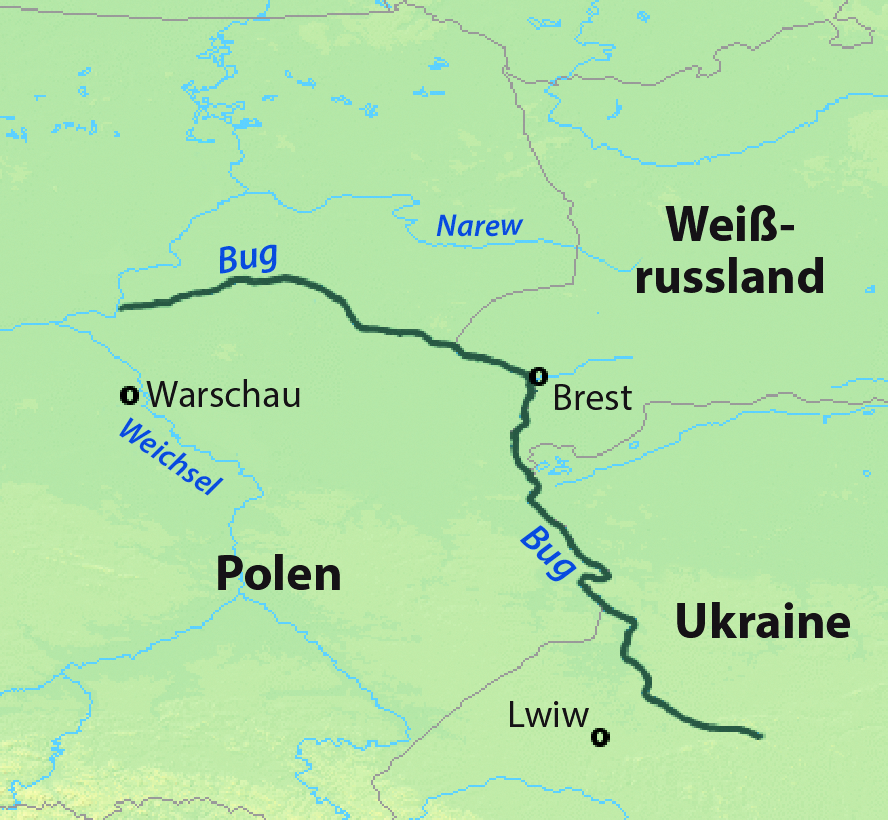
Verlauf des Flusses

Der Bug stellt ein mit einem Einzugsgebiet von 39.400 km² ein größeres Gebiet innerhalb des Narew-Beckens da. Der Bug hat eine Länge von 772 km. Nach anderen Quellen ist das Einzugsgebiet 39.420 km² groß, hiervon liegen 19.284 km² innerhalb Polens.
Links in den Bug münden der Poltwa mit einem Einzugsgebiet von 1.440 km², der Udal mit einem Einzugsgebiet von 321 km², der Bukowa mit einem Einzugsgebiet von 198,4 km², Huczwa mit einem Einzugsgebiet von 1.394,3 km², Sołokija mit einem Einzugsgebiet von 939 km², der Uherka, der Włodawka, Krzna mit einem Einzugsgebiet von 3.353 km², Toczna, Cetynia, Kałamanka mit einem Einzugsgebiet von 123,3 km².

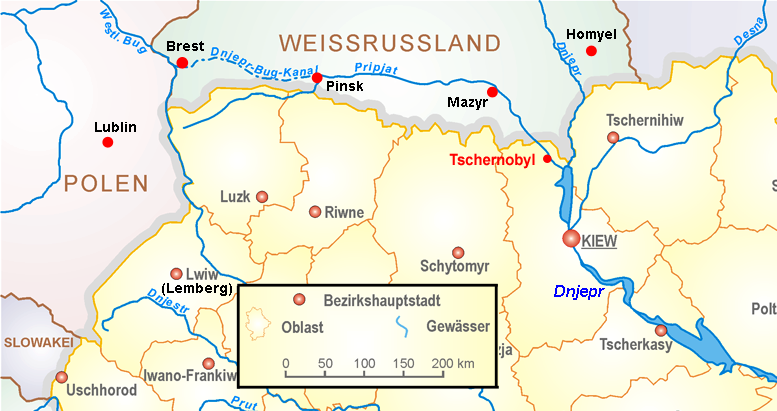
Der Dnepr-Bug-Kanal – von Brest nach Pinsk
Verlauf im oberen Teil der Karte (in Belarus)

Rechts in den Bug münden die Flüsse: Ług mit einem Einzugsgebiet von 1.348 km², Muchawez, mit einem Einzugsgebiet von 6.350 km², Liasnaja, 2.650 km², Nurzec, 2.102 km², Brok, 811 km², Liwiec, 2.780 km², Spasivka, 240 km², Studzianka, 150 km², Zolotukha, 232 km², Neretwa, 273 km², Pituschok, 85 km², Topkjy, 61 km², Izivka, 59 km², Gara, 140 km², Bystryak, 110 km², Zolochivka, 232 km², Kamjenka, 142 km², Rata, 1.790 km² ok. 1.820 km² Quelle Uk Pl, Warjaschanka, 238 km², Rokitne, 43 km², Solotvyna, 151 km², Holoyivka, 48 km², Fiszor, k. A. km², Buczynka, k. A. km², Czyżówka, k. A. km², Kapajówka, 264 km², Kołodziejka, k. A. km², Kamianka, k. A. km², Pukawka, Pulwa, 535 km², Sarenka, k. A. km², Warężanka, 239 km², in Polen 157 km²
Außerdem ist der Bug mit dem Dnjepr durch einen Kanal verbunden.

#### Ökologische Beschreibung des Narew-Gebietes
Das Gebiet des Narew wurde etwa Mitte der 1970er Jahre für den Hochwasserschutz und aus Gründen der Entwässerung reguliert. Dennoch sind die meisten Auen noch intakt und sind nicht trockengelegt worden. Im Gegensatz dazu ist das Siemianowka-Reservoir ernsthaft verändert, was den natürlichen Ausgleich bei Hochwasser stark verändert hat. Es gibt fünf Wehre im Verlauf des Narew, jedoch ist keines von ihnen sind mit Fischtreppen ausgestattet. Im Jahr 2002 ist ein neues Gesetz über das Management des Katastrophenschutzes eingeführt worden, seine Bedeutsamkeit und Auswirkungen auf Flusserhaltung kann nur langfristig beurteilt werden.
Das Einzugsgebiet des Narew ist eine landwirtschaftlich geprägte Region, mit einem niedrigen Grad an Industrialisierung und ohne Schwerindustrie. Seine Hauptwasserprobleme sind ein unzureichender Schutz der Grundwasserressourcen und die hohe Menge der Verschmutzung an bestimmten Punkten, insbesondere in der Nähe der Seenplatte.
Das Gebiet um den Siemianowka-Stausee im Oberlauf des Flusses stellt eine ernsthafte Bedrohung für die Wasserqualität dar (Blaualgenblüte) und verändert den natürlichen Verlauf der Hochwasserimpulsdynamik, die entscheidend für die Erhaltung der Feuchtgebiete ist.
Nach dem Abschluss des „Narew-Beckens“ gibt es weitere Zuflüsse zur Weichsel, dies sind die Flüsse Jeziorka, Świder und Rzeka Czarna.

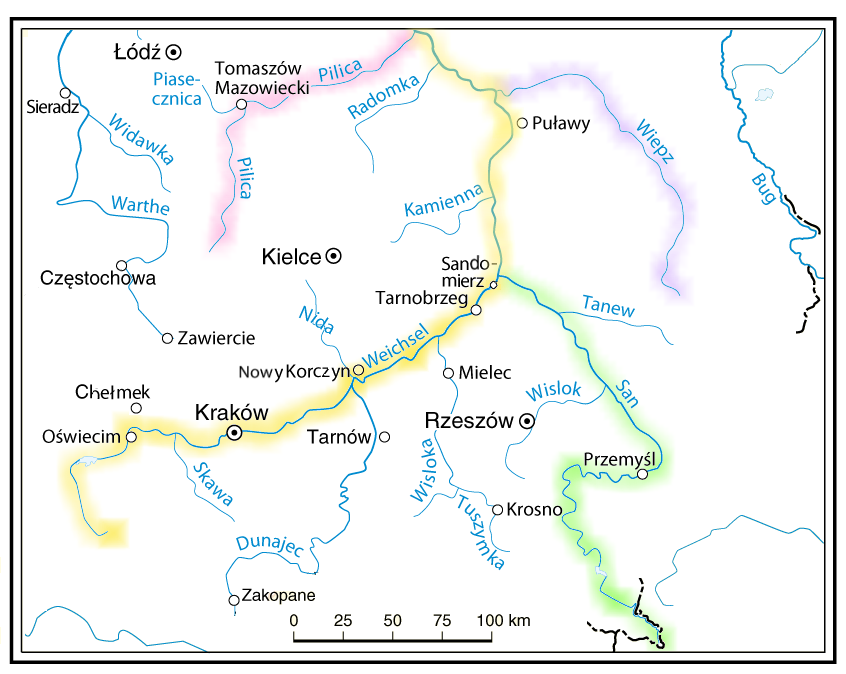
Oberlauf der Weichsel: Pilica, Wieprz, San und Dunajec

### Pilica-Becken
Ihm folgt als Fünftes wieder ein größeres Becken, das Pilica-Becken mit einem Einzugsgebiet von 8.341 km². Die Pilica hat eine Länge von 319 km und nach anderen Quellen ein Einzugsgebiet 9.273 km² und mündet bei der Stadt Warka in die Weichsel.
Die Pilica fließt durch das Krakau-Częstochowa-Hochland sowie das Mittelland von Środkowopolskie  und das Tiefland von Środkowomazowiecką. Die Mündung in die Weichsel liegt nahe dem Dorf Ostrówek, welches Teil des Stadtgebietes Warka ist.
Weitere Zuflüsse der Weichsel sind Wilga und Okrzejka.

### Radomka-Becken
Der Radomka bildet dann mit einem Einzugsgebiet von ca. 2.000 km² das sechste Unter-Becken der Weichsel. Der Fluss hat eine Länge von 98 km, nach anderen Quellen eine Länge von 107 km.
Weitere Zuflüsse der Weichsel sind der Zagożdżonka und der Iłżanka mit einem Einzugsgebiet von 1127 km².

### Wieprz-Becken

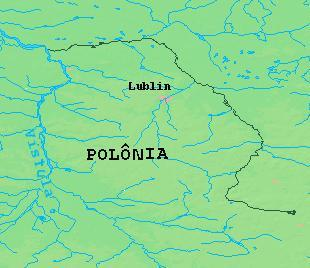
Verlauf des Flusses

Der Wieprz bildet darauffolgend mit einem Einzugsgebiet von 10.415 km² das siebte Unter-Becken der Weichsel. Der Fluss hat eine Länge von 303 km.
Weitere Zuflüsse der Weichsel sind Klikawka, Kurówka, Bystra, Grodarz, Plewka, Chodelka, Zwoleńka, Iłżanka und Krępianka.

### Kamienna-Becken
Der Kamienna bildet mit einem Einzugsgebiet von 2007,9 km² das achte Unter-Becken der Weichsel. Der Fluss hat nur eine Länge von 138 km.
Weitere Zuflüsse der Weichsel im Verlauf sind Wrzelowianka, Wyżnica, Sanna und der kleine Fluss Opatówka mit einem Einzugsgebiet von 282 km².

### San-Becken

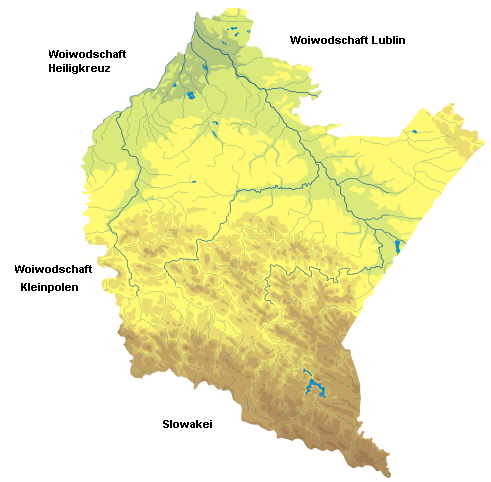
San, Südost Polen

Ihm folgt als Neuntes wieder ein größeres Becken, das San-Becken, mit einem Einzugsgebiet von 16.861 km², wovon sich 14.390 km² in Polen befinden. Der San hat eine Länge von 443 km. Von hieran beginnt der Oberlauf der Weichsel.
Im weitern Verlauf folgt der Koprzywianka mit einem Einzugsgebiet von 707,4 km², der bei Sandomierz in die Weichsel mündet.

### Wisłoka-Becken
Der Wisłoka bildet dann mit einem Einzugsgebiet von 4.110 km² das zehnte Unter-Becken der Weichsel. Der Fluss hat eine Länge von 164 km.

### Nida-Becken

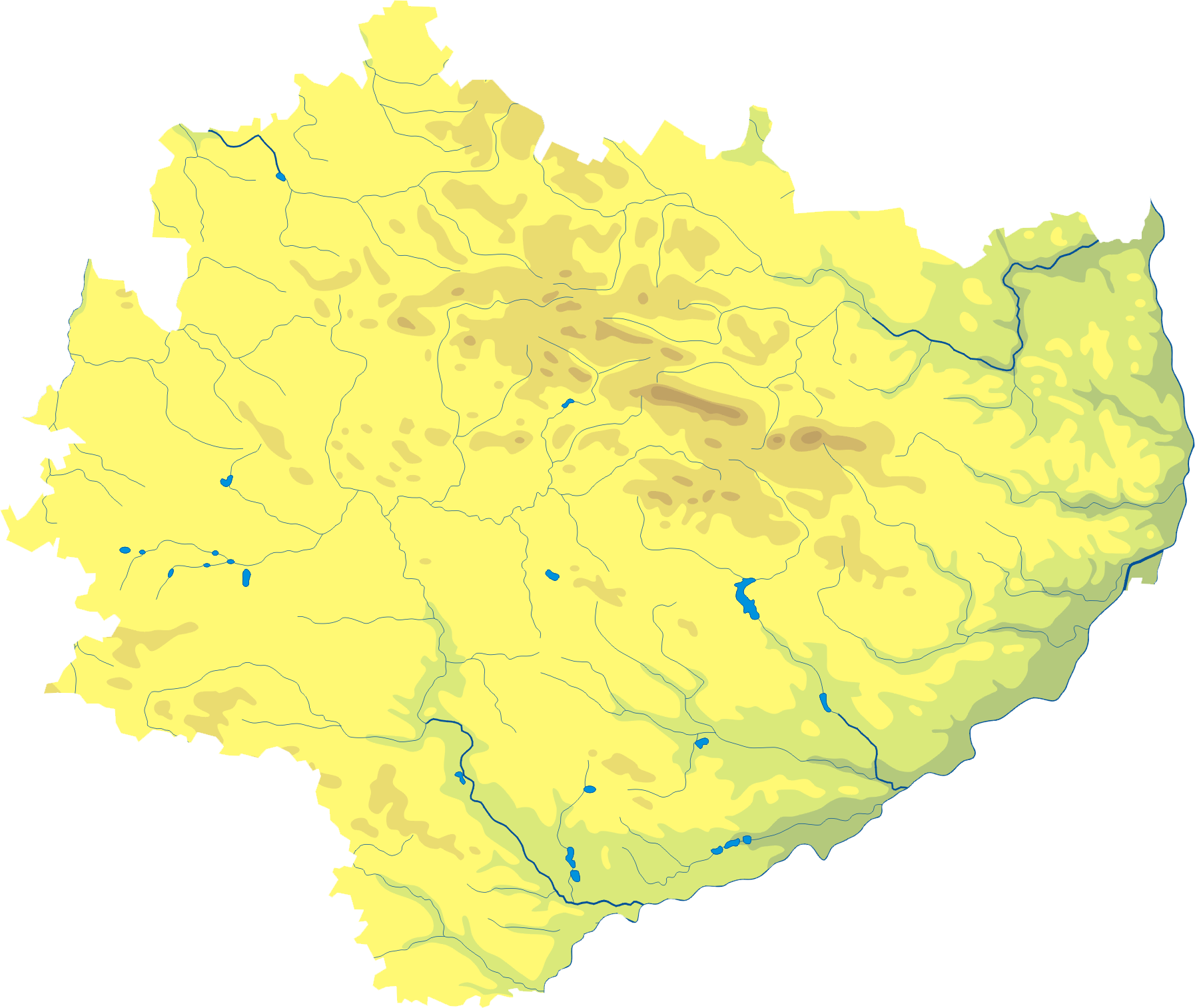
Kamienna und Nida, Südost Polen

Der Nida bildet dann mit einem Einzugsgebiet von 3.865 km² das elfte Unter-Becken der Weichsel. Der Fluss hat eine Länge von 153 km und mündet bei Nowy Korczyn in die Weichsel.
In den Nida mündet die Czarna bei Połaniec in die Nida.

### Dunajec-Becken
Ihm folgt mit dem Fluss Dunajec ein Becken mit einem Einzugsgebiet von 6.804 km² das zwölfte Unter-Becken der Weichsel. Der Fluss hat eine Länge von 247 km. Größere Stadt am Fluss ist Tarnów.
Weitere Zuflüsse sind der Rudawa, der im Stadtbezirk Zwierzyniec von Krakau mit einem Einzugsgebiet von 318,3 km² in die Weichsel mündet.

### Skawa-Becken
Der Skawa (deutsch Schaue) bildet dann mit einem Einzugsgebiet von 1.160 km² das 13. und letzte Unter-Becken der Weichsel. Der Fluss hat eine Länge von 78 km, nach anderen Quellen eine Länge von 96,4 km. Die größte Stadt im Einzugsgebiet ist Zator.
Nach dem Skawa fließt der Przemsa (polnisch auch Przemsza) südlich von Chełmek und nördlich Oświęcim in die Weichsel. Die Przemsa hat ein Einzugsgebiet von 2121 km².
Darauf folgt der Bach Pszczynka (deutsch Pless/Pleß) und danach fließt der Bach Gostynia in die Weichsel.
Die Quelle der Weichsel befindet sich im Gebiet Krajka nahe der Stadt Strumień.